# Party for Progress and Concord
Die Party for Progress and Concord (PPC, Kinyarwanda Ishyaka ry’Iterambere n’Ubusabane, französisch Parti pour le Progrès et la Concorde) ist eine politische Partei in Ruanda.

## Parteigeschichte
| Jahr | Sitze | Belege            |
| ---- | ----- | ----------------- |
| 2003 | 0     | [ 1 ] [ 2 ] [ 3 ] |
| 2008 | 1     | [ 4 ] [ 5 ] [ 3 ] |
| 2013 | 1     | [ 6 ]             |
| 2018 | 1     | [ 7 ] [ 8 ]       |
| 2024 | ?     | ?                 |

Die PPC wurde am 22. Juni 2003 gegründet. Ihr schlossen sich mehrere ehemalige Mitglieder der Anfang des Jahres verbotenen Mouvement démocratique républicain (MDR) an, darunter Alivera Mukabaramba. Sie trat bei der Präsidentschaftswahl am 25. August 2003, die Paul Kagame gewann, als erste weibliche Präsidentschaftskandidatin Ruandas an. Bei der Parlamentswahl 2003 erhielt die PPC 2,22 % der Stimmen und schaffte somit nicht die notwendige Fünf-Prozent-Hürde für einen Einzug ins Parlament, jedoch ernannte Präsident Paul Kagame Alivera Mukabaramba zur Senatorin. 2008 und 2013 trat die Partei als Teil einer Wahlkoalition mit Kagames Ruandischer Patriotischer Front (RPF), der Centrist Democratic Party (PDC), der Parti Socialiste Rwandais (PSR), der Union Démocratique du Peuple Rwandais (UDPR), der Prosperity and Progress Party (PSP) und der Parti Démocratique Idéal (PDI) an und erhielt jeweils einen Sitz im Parlament. Bei der Parlamentswahl 2018 gewann sie in der RPF-Wahlkoalition erneut einen Sitz, der an Elisabeth Mukamana ging. Auch bei der Parlamentswahl 2024 trat die PPC in der Wahlkoalition RPF-Inkotanyi an.
Die PPC ist Mitglied des National Consultative Forum of Political Organizations (NFPO).

## Parteimitglieder

### Parteivorstand
Vorsitzende der PPC ist Alivera Mukabaramba und ihr erster bzw. zweiter Stellvertreter sind Jean Baudouin Muhayimana und Epiphanie Mukampunga. Generalsekretär ist Jean Berchmans Ndahayo und Schatzmeister ist Celestin Niyonzima. Ihre Stellvertreterinnen sind Amina Kayisiki und Marlene Nimurere.

### Parlamentsabgeordnete
- Abgeordnetenkammer
  - 2008–2013: 1 Abgeordneter
  - 2013–2018: 1 Abgeordneter
  - 2018–2024: Elisabeth Mukamana[8]
- Senat
  - ab 2003: Alivera Mukabaramba[10][14]